# Blankavikens naturreservat
Blankavikens naturreservat är ett naturreservat i Hjorteds socken i Västerviks kommun. Det inrättades 1996 och är beläget intill småorten Blankaholm och är omkring 18 hektar stort varav 7,4 hektar utgörs av Blankaviken, en vik i Blankafjärden. Reservatet består till större delen av ädellövskog och till en mindre del av gamla betesmarker. Det gränsar till Blankaholms camping och badplats och är avsatt framförallt som rekreationsområde.

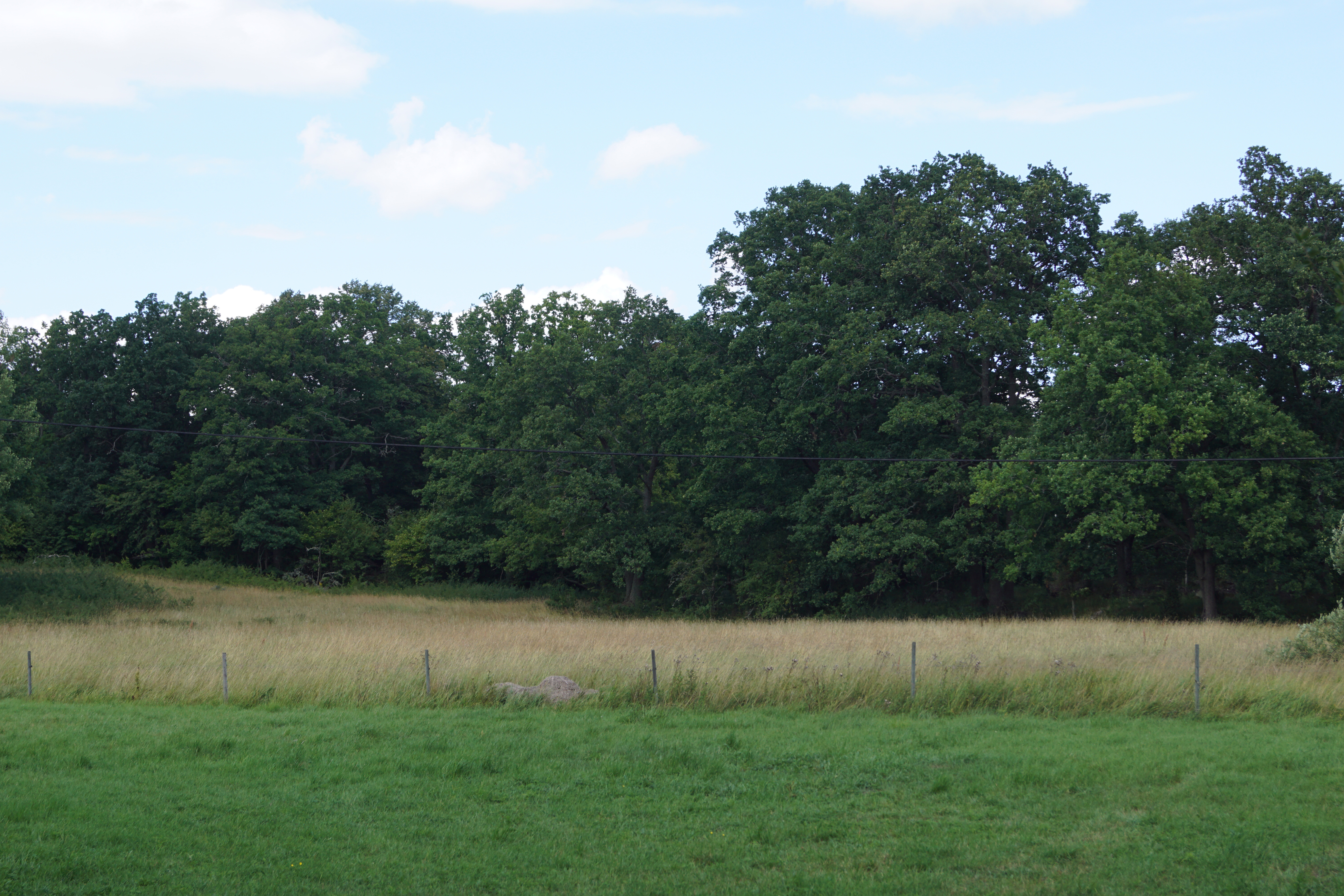
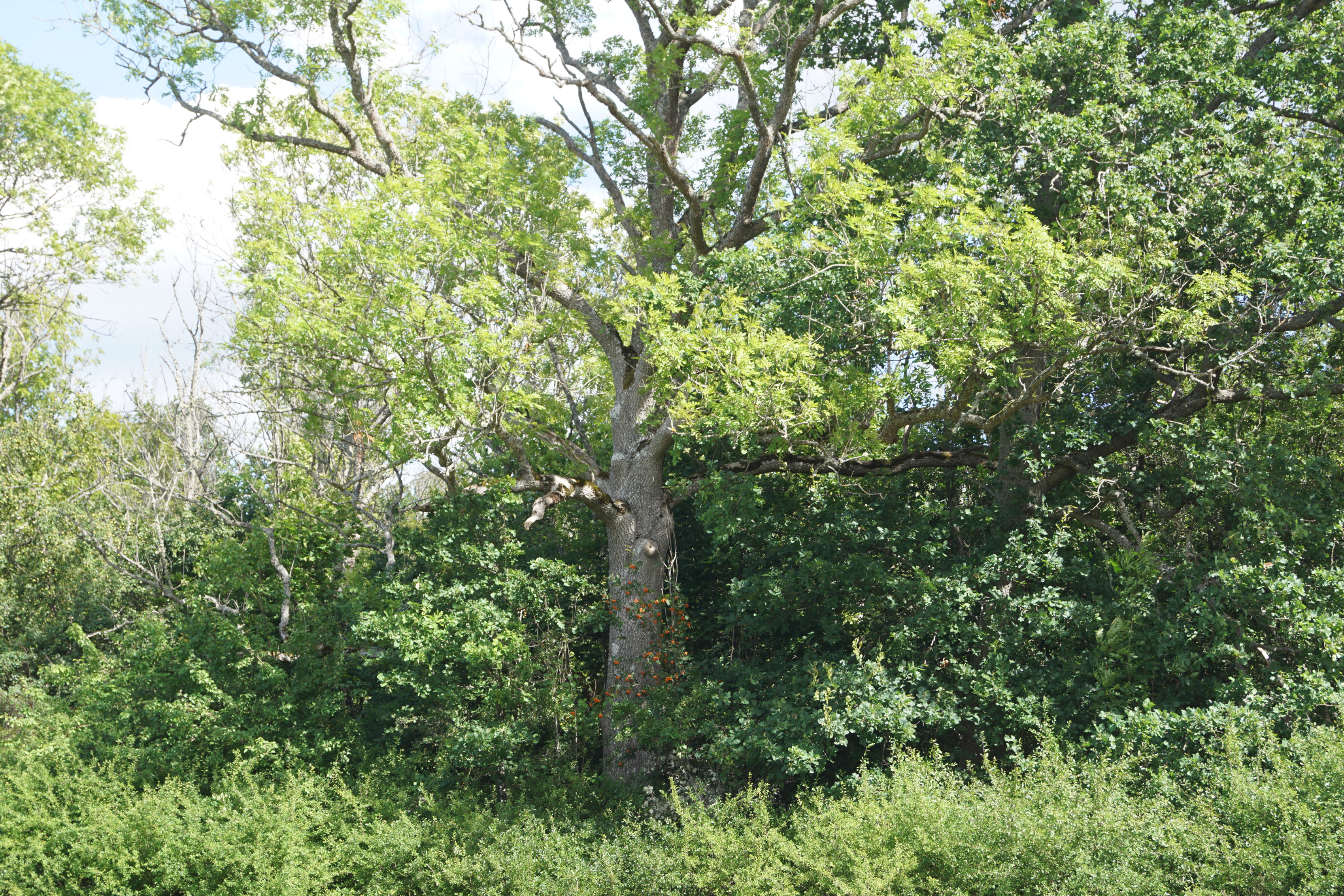